# Die Schatzinsel (1971)
Die Schatzinsel (japanisch どうぶつ宝島, Dōbutsu Takarajima, deutsch „Tier-Schatzinsel“) ist ein japanischer Zeichentrickfilm (Anime) von Tōei Dōga aus dem Jahre 1971 frei nach dem Roman Die Schatzinsel von Robert Louis Stevenson. Der Kinotitel in der Bundesrepublik lautete Jolly Joker.

## Handlung
Zufällig gelangt der Junge Jim in den Besitz der Karte einer Schatzinsel. In Begleitung einer kleinen Maus mit dicker Brille, Glan genannt, und eines Krabbelkindes macht Jim sich auf den Weg über die Meere, um die Schatzinsel zu suchen. Aber bald wird sein Boot, eine hölzerne Tonne mit ausfahrbarem Segel und Sportmotor, von Piraten ausgemacht und zerstört.
Auf dem Piratenschiff werden die drei Schatzsucher zunächst zum Küchendienst verdonnert, bis Glan das Geheimnis von der Karte ausplaudert. Nun dauert es nicht lange, bis die Piraten die Karte in ihren Besitz gebracht und Jim sowie Glan sich im Kerker auf der totenkopf-förmigen Pirateninsel wiederfinden.
Dort schmachtet auch bereits Kathy, die Enkelin des Kapitäns Flint, bei Wasser und Brot. Gemeinsam gelingt es ihnen, auszubrechen, sich erneut der Karte zu bemächtigen und zu fliehen. Doch ihre Freiheit währt nicht lange, denn nun heftet sich gleich eine ganze Horde Piraten unter Führung von Kapitän Silver, einem Schwein, an ihre Fersen. Wieder eingefangen, bestehen sie mit den Piraten einige Widrigkeiten wie den Überfall eines anderen Piratenschiffs. Ein mächtiger Sturm lässt das Schiff schließlich auseinanderbrechen, und Jim und Glan finden sich am nächsten Morgen mit ihrer Schiffshälfte auf trockenem Boden wieder – der Schatzinsel.
Doch auch die Piraten haben mit der anderen Hälfte des Schiffs die Insel erreicht. Sie nutzen die aufkeimende Sympathie zwischen Jim und Kathy aus, um sich die Schatzkarte zu erpressen. Nach einem turbulenten Endspurt zum Ort des Schatzes und der Lüftung des Geheimnisses um sein originelles Versteck gewinnt selbstverständlich das Gute: Kapitän Silver wird besiegt, Kathy und Jim stehen vor der Truhe, und Gold strahlt nicht nur aus der hölzernen Kiste, sondern auch aus ihren Augen.

## Produktion
Der Film wurde anlässlich des 20-jährigen Jubiläums des Studios Tōei Dōga auf 35 mm in Cinemascope und Farbe produziert. Der Film hat eine Laufzeit von 78 Minuten und ist 2121 Meter lang. Das Drehbuch schrieben Hiroshi Ikeda, der auch Regie führte, und Takashi Iijima. An der Entwicklung des Konzepts war auch Hayao Miyazaki beteiligt. Es war seine letzte Produktion bei Tōei, ehe er das Studio verließ. Die künstlerische Leitung lag bei Isamu Tsuchida und die Animationsarbeiten leitete Yasuji Mori. Ausführender Produzent war Hiroshi Ōkawa. Für den Schnitt war Hitoshi Komura verantwortlich, Miyazaki war auch als Designer und Schlüsselbildzeichner beteiligt. Die Musik komponierte Naozumi Yamamoto. Der Vorspann ist unterlegt mit dem Lied Chicchai Fune Datte (ちっちゃい船だって) von Young Fresh und Mail Harmony. Während des Films werden die Lieder Kaizoku no Uta (海賊のうた) von Mail Harmony und Yume o Hirogeyō (夢をひろげよう) von Fusako Amachi und Minori Matsushima eingespielt.

## Veröffentlichungen
Die Premiere in Japan war am 20. März 1971. Es folgten internationale Kinopremieren unter anderem in Frankreich, Schweden, Italien, Polen und Südkorea. Im November 1990 kam der Film in Japan auf LD heraus, 2002 dann auf DVD. Unter anderem in den USA, Frankreich und Italien erschienen Versionen auf Kaufmedien.
Am 29. März 1973 kam der Film im Verleih der Cinama unter dem Titel Jolly Joker in die Kinos der BRD. Von Cinama wurde eine Szene einschließlich eines kompletten Liedes herausgeschnitten. In den Kinos der DDR startete der Film ungeschnitten am 8. März 1974 unter dem Titel Die Schatzinsel im Verleih von Progress. Die Erstsendung im DDR-Fernsehen erfolgte am 31. Dezember 1975 um 16:00 Uhr innerhalb der rund ein Jahrzehnt lang gepflegten Tradition, zur Jahresendzeit japanische Zeichentrickfilme auszustrahlen. Eine einzige Wiederholung folgte im Ferienprogramm am 30. Juli 1976 um 15:05 Uhr. Die Lizenz zur Aufführung des Films für die DDR endete am 1. März 1979. Um 1987 wurde noch einmal ein kurzer Musikausschnitt in der Sendung des DDR-Fernsehens Kino-Musik mit Dagmar Frederic gezeigt. In der DDR-Kinofassung wurden sämtliche japanischen Verleihzeichen von Toei weggelassen. Der Film beginnt sofort mit der kurzen Krabbelszene und dem Jungen Jim. Danach setzt der von der DEFA eigens gestaltete Vorspann ein, bei dem die deutsche Schrift vor einem mit hellen Farben wie gelb und orange bunt gestalteten Hintergrund läuft. Die im japanischen Originalvorspann am Bildrand laufenden Zeichentrickfiguren wurden komplett weggelassen, ebenso der japanische Abspann, es erfolgt lediglich eine Abblendung ins Schwarze mit dem Ausklang der Musik.
1983 veröffentlichte Atlas Video die BRD-Kinofassung unter dem Titel Die Schatzinsel auf VHS. Am 22. Februar 2013 wurde Die Schatzinsel von Picture Lake Film Entertainment / Intergroove auf DVD herausgebracht. Außer der zusätzlichen Tonspur mit der japanischen Originalfassung entspricht diese Veröffentlichung der VHS-Ausgabe von 1983, das heißt, sie enthält weder die DDR-Synchronversion noch die seinerzeit für den BRD-Kinoverleih herausgeschnittene Traumszene. 2016 erschien eine DVD von Schröder Media, unter dem Titel Anime Stars – Die Schatzinsel – Das Grosse Abenteuer der Tiere, mit beiden Fassungen: Sowohl die gekürzte, deutsche BRD-Kinoversion und die japanische, ungekürzte Langversion, bei der die bisherige, fehlende Traumsequenz deutsch untertitelt ist. Man nahm nur die BRD-Synchronfassung und nicht die DEFA-Synchronfassung.

## Synchronisation
| Rolle                    | Originalsprecher   | BRD-Fassung (1973) | DDR-Fassung (1974)  |
| ------------------------ | ------------------ | ------------------ | ------------------- |
| Jim                      | Minori Matsushima  | Martin Halm        | Carmen-Maja Antoni  |
| Kathy                    | Fusako Amachi      | Irina Wanka        | Helga Piur          |
| Glan                     | Eiko Masuyama      | Gerd Duwner        | Helga Sasse         |
| Silver                   | Asao Koike         | Arnold Marquis     | Hans-Peter Reinecke |
| Billy Bones (jap. Ossan) | Hitoshi Takagi     | Wolfgang Hess      | (unbekannt)         |
| Affe (jap. Spider)       | Nishikibito Tamura | Erich Ebert        | Karl Heinz Oppel    |
| Kater (jap. Musshuri)    | Naozumi Yamamoto   | Norbert Gastell    | (unbekannt)         |

Der Cinama-Verleih veranlasste die erste deutsche Synchronisation mit Sprechern wie Arnold Marquis, der unter anderem die deutsche Stimme von John Wayne war, Gerd Duwner, unter anderem die deutsche Stimme von Ernie aus der Sesamstrasse und Norbert Gastell, bekannt unter anderem als die deutsche Stimme von Homer Simpson. Drei Synchronsprecher der BRD-Kinofassung, Erich Ebert, Wolfgang Hess und Norbert Gastell, hatten schon 1966 bei der deutsch-französischen Fernsehserie Die Schatzinsel als Synchronsprecher mitgewirkt. Auch Gerd Duwner hatte bereits 1972 eine Sprecherrolle in der deutschen Fassung der Schatzinsel-Verfilmung von John Hough.
Für die DDR-Kinos fertigte der Progress-Filmverleih eine eigene Synchronisation an. Carmen-Maja Antoni ist in der Rolle des Jungen Jim zu hören. Hans-Peter Reinecke spricht mit seiner rauen Stimme den Kapitän Silver und Karl Heinz Oppel ist in der kleineren Rolle des Affen mit der grünen Farbe zu hören. Helga Sasse spricht die Maus Glan in derselben Stimme und Tonlage, wie sie auch die Tochter der Familie Mezga in der ungarischen Zeichentrickserie Heißer Draht ins Jenseits sprach. Einen ihrer seltenen Synchronauftritte hat die Schauspielerin Helga Piur in der Rolle des Mädchens Kathy.
Alle im Film gespielten Lieder wurden in beiden Synchronversionen im japanischen Original belassen. Allerdings wurde in der BRD-Fassung ein Lied (Traumszene von Jim und Kathy) komplett herausgeschnitten.

## Manga
Parallel zum Film entstand ein Manga in 13 Kapiteln, der zwischen Januar und März 1971 in den Sonntagsausgaben der Zeitungen Chūnichi Shimbun und Tōkyō Shimbun veröffentlicht wurde. Dieser wurde von Hayao Miyazaki gezeichnet. Die Kapitel wurden 1983 im Manga-Magazin Comic Box Ausgabe 2–3/1983 erneut veröffentlicht.

## Rezeption
Der Film erhielt vom japanischen Kulturministerium eine Empfehlung. Raz Greenberg nennt den Film einen der besten Produktionen Tōei unter der Beteiligung Hayao Miyazakis und im Unterschied zu vielen Filmen des Studios mit einer starken Geschichte, ähnlich wie der vorherige Film Der gestiefelte Kater von 1969. Der Plot sei dicht und entwickele sich schnell und mit vielen Wendungen, so wie in den frühen Filmen des Studios. Ernsthaftes Abenteuer und komische Szenen stünden in einem guten Verhältnis zueinander, das Geheimnis um den Ort des Schatzes werde gut aufgebaut und in einem aufregenden und ausgeklügelten Höhepunkt aufgelöst. Schließlich bietet der Film erstmals für das Studio auch eine starke weibliche Figur, die noch interessanter als der Protagonist sei.

„Japanischer Zeichentrickfilm mit der Schatzinselgeschichte von R.L. Stevenson, die das klassische Abenteuerbuch in eine Orgie von Aggressionen umsetzt.“

„Die höchst aufregenden Begegnungen eines kleinen Jungen mit finster dreinblickenden Piraten enthüllen sich als Leinwandspaß von durchgehender Wirksamkeit. Manches ist anders als in der literarischen Vorlage: Figuren aus der Tierwelt agieren als Ober- und Unterpirat, und als Begleiter des Jungen erleben wir einen pfiffigen Mäuserich. Aber die Geschichte wird so lustig und einfallsreich erzählt, dass man diesen Figuren-Austausch keineswegs als Nachteil empfindet.“

„Diese ‚Schatzinsel‘ macht einen bekannten Stoff durch künstlerische Qualität, Humor und technische Vollkommenheit zu einem Genuss für alle, die noch Raum für Phantasie und Spaß am Spaß haben. Das dürften nicht nur die Kinder sein.“

Die Szene, in der der Schatz am Grund eines ausgetrockneten Sees gefunden wird, wurde von Hayao Miyazaki später in Das Schloss des Cagliostro wieder aufgegriffen. Auch weitere Animefilme kopierten die Szene, darunter Ladius und Beast Warriors.